# أليخاندرو بيريو
أليخاندرو بيريو (بالإسبانية: Alejandro Berrio)‏ مواليد 7 أغسطس 1976 في كولومبيا، هو ملاكم كولومبي يصنف ضمن فئة الوزن المتوسط بدأ مسيرته الاحترافية سنة 1997. حقق بطولة الاتحاد الدولي للملاكمة.

## إحصائيات
خاض خلال مسيرته 44 نزالا، فاز في 37 ولم يتعادل وخسر في 7. فاز بالضربة القاضية في 31 نزالا.

## روابط خارجية
- أليخاندرو بيريو على موقع بوكس ريك (الإنجليزية) (registration required)